# Соса (станция метро)

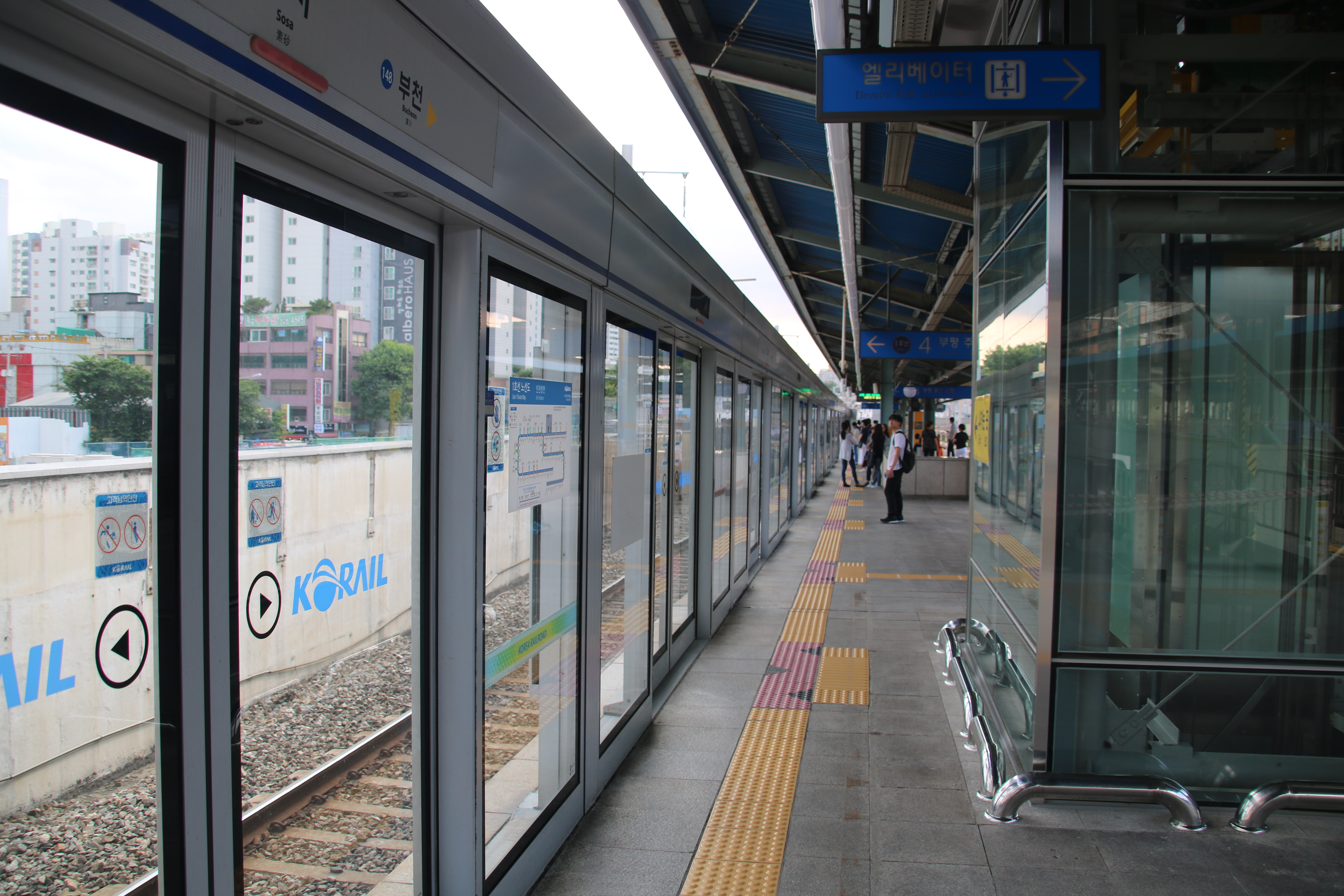
Платформа станции

«Соса» (кор. 소사역 (서울신대)) — наземная станция Сеульского метро на Первой (Линия Кёнкин) линии. Одна из 5 станций метро на территории Пучхона. Станция была открыта на уже действующем участке между станциями Ёккок и Пучхон. Станция планировалась для обслуживания будущих линий метро Соса—Вонси, открытие которой планируется в 2018 году и Тэкок—Соса, открытие которой планируется в 2021 году. На станции установлены платформенные раздвижные двери.
Она представлена двумя боковыми и одной островной платформами. Станция обслуживается Корейской национальной железнодорожной корпорацией (Korail). Расположена в квартале Сосапон-2-дон района Сосагу города Пучхон (провинция Кёнгидо, Республика Корея).
На Первой линии поезда Кёнвон экспресс (GWː Gyeongwon) и Кёнкин экспресс (GI: Gyeongin) обслуживают станцию; Кёнбусон красный экспресс (GB: Gyeongbu red express) и Кёнбусон зелёный экспресс (SC: Gyeongbu green express) не обслуживают станцию.
Пассажиропоток — на 1 линии 32 222 чел/день (на 2012 год).